# Beaux Arts (arquitectura)

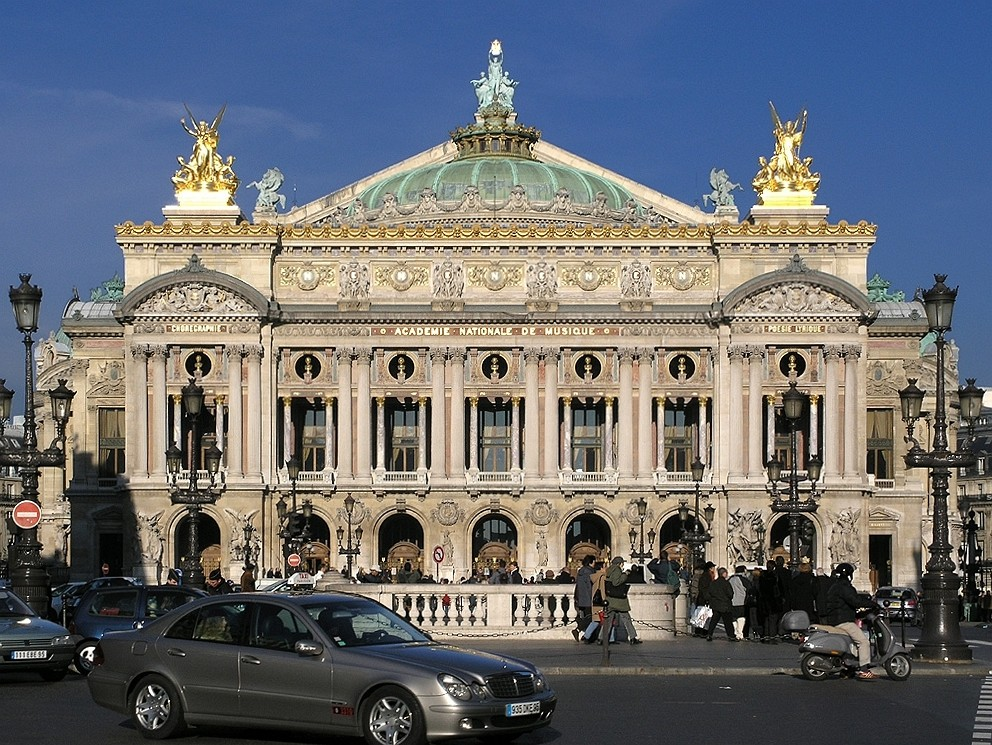
El Palais Garnier es uno de los emblemas de la arquitectura de estilo Beaux Arts, denominado por Émile Zola como "el opulento bastardo de todos los estilos".

La Arquitectura de «Beaux Arts» hace referencia al estilo arquitectónico clásico académico, que fue enseñado en la École des Beaux Arts de París (Escuela Nacional Superior de Bellas Artes de París), así también es conocido ampliamente como academicismo francés, debido a que sigue las reglas de dicha Academia. El estilo "Beaux Arts" es sobre todo el resultado de un siglo y medio de instrucción bajo la autoridad, primero de la « Académie royale d'architecture », y después de la revolución, de la sección de arquitectura de la « Académie des Beaux-Arts ». La organización bajo el Ancien Régime de la competición para el « Grand Prix de Rome » en arquitectura, que ofrecía la oportunidad de estudiar en Roma, imprimió sus códigos estéticos en el curso de la instrucción, que culminó durante el Segundo Imperio (1850-1870) y la Tercera República que siguió. El estilo de instrucción que produjo la arquitectura Beaux-Arts continuó sin una renovación importante hasta 1968.
El estilo de arquitectura "Beaux Arts" influyó en el estilo de Estados Unidos en el período 1885–1920. Otros arquitectos europeos del período 1860-1914 tendieron más bien a gravitar hacia sus propios centros académicos nacionales, que enfocarlo a París. Los arquitectos británicos del Clasicismo Imperial, en un desarrollo que culminaba en los edificios del gobierno de sir Edwin Lutyens en Nueva Delhi, siguieron un curso algo más independiente, debido a la política cultural seguida a finales del siglo XIX.

## Características del estilo Beaux-Arts
Aunque el estilo "Beaux Arts" incorpora un acercamiento a un espíritu regenerado dentro de las grandes tradiciones más bien que a un sistema de motivos de adorno, las características principales de la arquitectura de Beaux-Arts pueden ser resumidas:
- Simetría.
- Jerarquía de espacios, desde "espacios nobles"—grandes entradas y escalinatas— a otros más utilitarios.
- Referencias más o menos explícitas a una síntesis de estilos historicistas y de una tendencia al Eclecticismo. Se esperaba que un arquitecto trabajara fluidamente un número de "maneras", siguiendo los requisitos del cliente y los planos diseñados.
- Precisión en el diseño y ejecución de una gran profusión de detalles arquitectónicos: balaustradas, pilastras, paneles de bajorrelieves, esculturas de figuras, guirnaldas, cartuchos, con una gran prominencia de voluminosos remaches (agrafes) y cornisas de apoyo.
- Sutil uso de la policromía.

En vísperas de la Primera Guerra Mundial, el estilo empezó a encontrar mayores competidores entre los arquitectos del Modernismo y el naciente Estilo Internacional. El prestigio de la École dio al estilo "Beaux Arts" una segunda oportunidad en armonizar los nuevos modos con el entrenamiento tradicional. Todos los arquitectos en prácticas pasaban a través de las etapas obligatorias, estudiando los modelos antiguos, construyendo los analos, análisis reproduciendo modelos griegos o romanos, estudios de "bolsillo" y otros pasos convencionales en la larga competición por las pocas y deseables plazas de la Academia de Francia en Roma (contenida en Villa Médici) con los requisitos tradicionales de enviar a intervalos los dibujos de presentación llamados los envois de Rome.

## Beaux-Arts en Francia

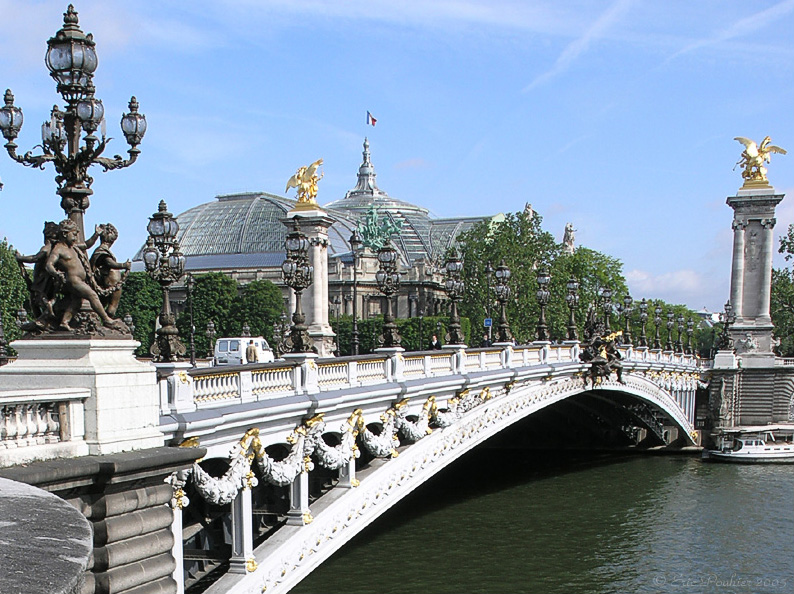
Puente Alejandro III y Grand Palais en París.

### Edificios parisinos en el estilo Beaux-Arts
- École des Beaux-Arts
- Las alas LeFuel en el Louvre
- Opéra Garnier
- Palais du Trocadéro
- Gare d'Orsay
- Grand Palais, Petit Palais y el Puente Alejandro III

## Beaux-Arts en los Estados Unidos

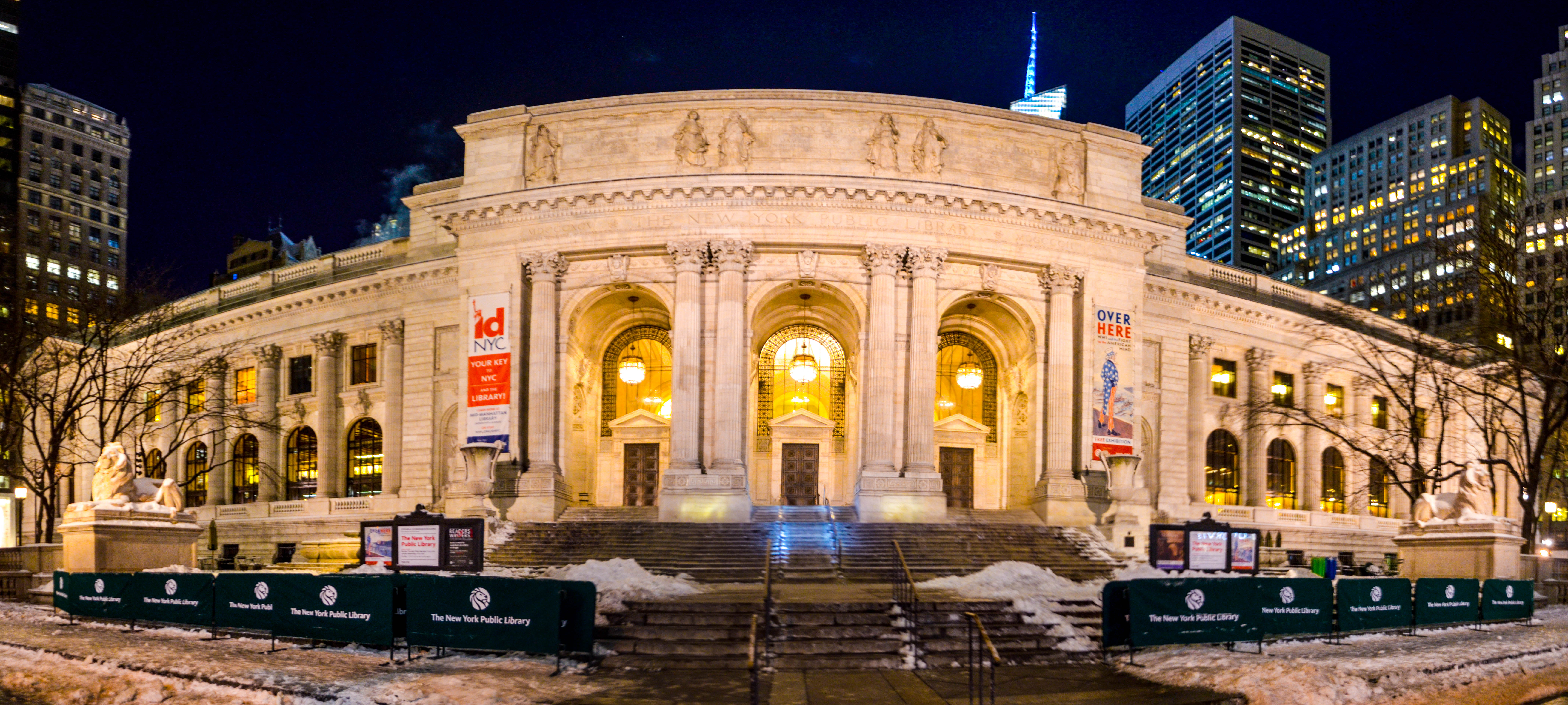
La Biblioteca Pública de Nueva York, de los arquitectos Carrère & Hastings, es un celebrado ejemplo de la arquitectura Beaux Arts

El primer arquitecto estadounidense en seguir el estilo École des Beaux-Arts fue Richard Morris Hunt, seguido por Charles Follen McKim. Fueron seguidos por una generación entera. En el caso de Henry Hobson Richardson absorbidas las lecciones del Beaux-Arts en la formación y planeamiento espacial, entonces los aplicó a los modelos arquitectónicos del Románico que no eran característicos del repertorio del Beaux-Arts. Su entrenamiento Beaux-Arts le sirvió para superar la servidumbre de la copia y reconstruirlo de una manera esencial, completamente asimilada e idiosincrásica de sus modelos. Richardson desarrolló un estilo altamente personal (Románico Richardsoniano) liberado del historicismo que era una tendencia muy influyente en el primer Modernismo.
La "Ciudad Blanca" de la Exposición Mundial Colombina ( World's Columbian Exposition) de Chicago era un triunfo del movimiento y un ímpetu importante para el movimiento City Beautiful de breve duración en los Estados Unidos. El planeamiento de ciudad del Beaux-Arts, con su insistencia barroca respecto a vistas puntuadas por la simetría, monumentos vistosos, avenidas axiales, alturas uniformes de la cornisa, un "conjunto armonioso" y una nobleza algo teatral y un encanto accesible, los ideales abrazados que el movimiento modernista que sobrevenía apenas tomó en cuenta o simplemente denigró. La primera universidad de los EE. UU. en instituir un plan de estudios de Beaux-Arts fue el MIT en 1893, cuando trajeron al arquitecto francés, Constant-Désiré Despradelles al MIT como profesor. El plan de estudios de Beaux-Arts fue iniciado posteriormente en la Universidad de Columbia, la Universidad de Pensilvania, y en otras partes. La mejor Firma de arquitectos especializada en el estilo Beaux-Arts fue McKim, Mead & White Entre las universidades más notables en el estilo Beaux-Arts, estaban: Universidad de Columbia, (comisionada en 1896), diseñada por McKim, Mead & White; el campus del MIT (comisionada en 1913), diseñada por William W. Bosworth, y la Universidad de Texas (comisionada en 1931), diseñada por Paul Philippe Cret.
Si bien se puede pensar superficialmente, que la arquitectura Beaux-Arts del siglo XX como fuera de contexto en la Edad Moderna, las construcciones de marcos de acero y otras innovaciones técnicas modernas de la ingeniería y de materiales, fueron a menudo adoptadas, tal como en la construcción 1914-1916 del Chateau Carolands del sur de San Francisco (que fue construido con la conciencia de la devastación del terremoto de 1906). El conocido ingeniero estructural español, Rafael Guastavino (1842-1908), famoso por sus bóvedas con ladrillos vistos y mortero, conocidas como trabajo en azulejo Guastavino, diseñó bóvedas en docenas de edificios Beaux-Arts en Boston, Nueva York y otras ciudades. La arquitectura Beaux-Arts también trajo una nueva cara cívica al ferrocarril. (La Union Station de Chicago es un ejemplo estadounidense muy conocido de este estilo.) Dos de los mejores ejemplos estadounidenses de la tradición Beaux-Arts : Grand Central Terminal y la Biblioteca Pública de Nueva York. De igual modo es también notable la imponente mansión de la antigua residencia de los embajadores españoles situada en Washington D. C. en el número 2801 de la calle 16 esquina a Fuller. Fue construida en 1922 por el prolífico y hábil arquitecto de la Gilded Age americana George Oakley Totten Jr. a instancias de Mary Newton Foote Henderson. Tras su construcción se ofreció al Gobierno de los Estados Unidos como posible residencia del vicepresidente de la nación. El Congreso rechazó la propuesta considerando que dicho cargo no necesitaba una mansión oficial, argumentando que el palacete seguramente tendría unos costes muy altos de mantenimiento. Años después, en 1926, el Estado español lo compró para albergar la residencia de sus embajadores a partir de 1927, situando en la parte posterior del edificio las oficinas de representación diplomática. Hoy día es la sede de la Oficina de Cultura de la Embajada de España en dicho país.

### Arquitectos estadounidenses del estilo Beaux-Arts

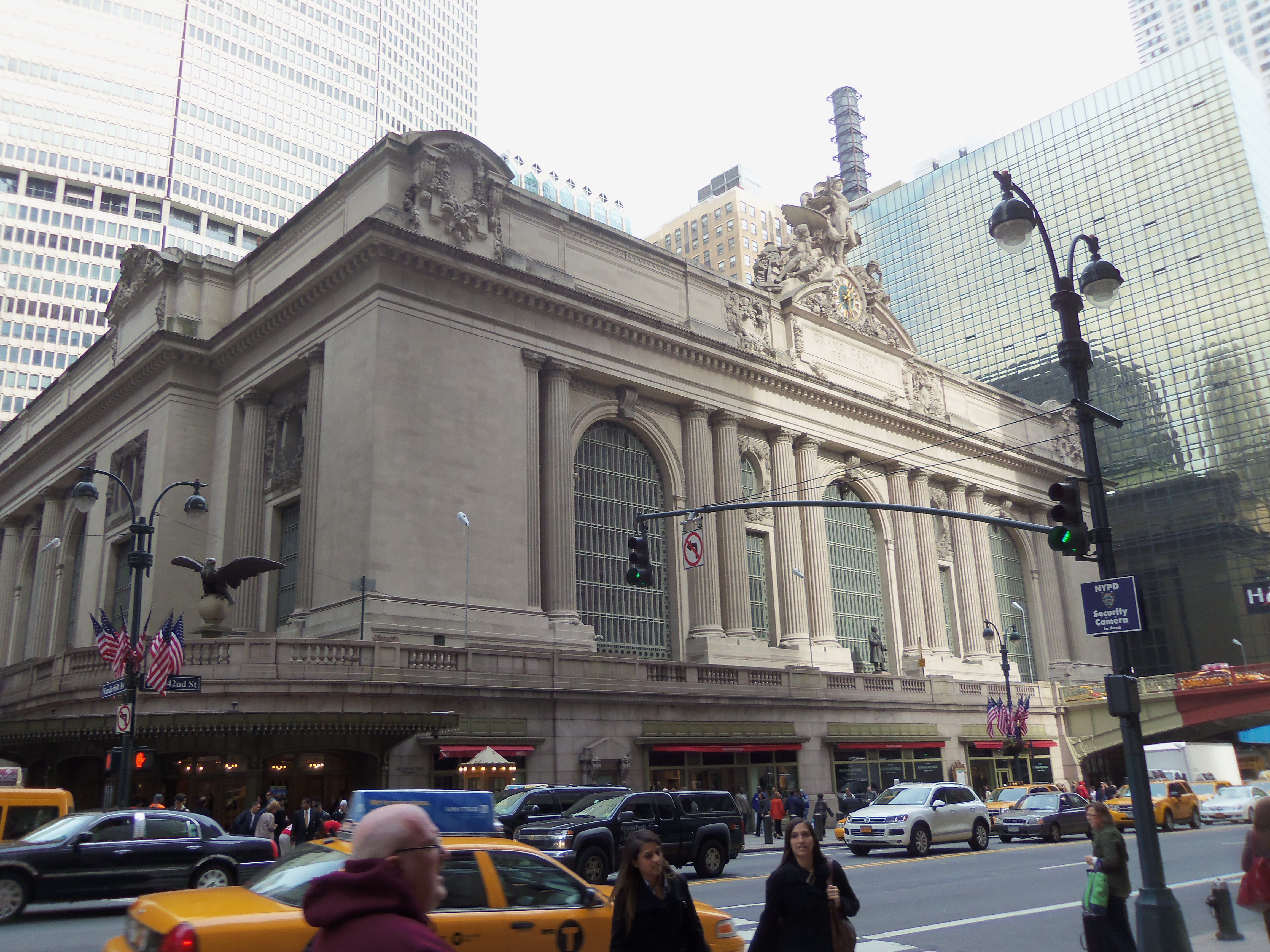
Grand Central Terminal, Nueva York

Los individuos siguientes fueron pioneros en la asimilación del estilo Beaux-Arts en los Estados Unidos:
- William W. Bosworth
- Arthur Brown Jr
- Daniel Burnham
- Paul Philippe Cret
- Cass Gilbert
- Carrère and Hastings
- Thomas Hastings
- Raymond Hood
- Julia Morgan
- Richard Morris Hunt
- Charles Klauder
- Charles Follen McKim
- John Russell Pope
- Henry Hobson Richardson
- Horace Trumbauer
- Stanford White
- Albert Pissis

## Beaux-Arts en Argentina

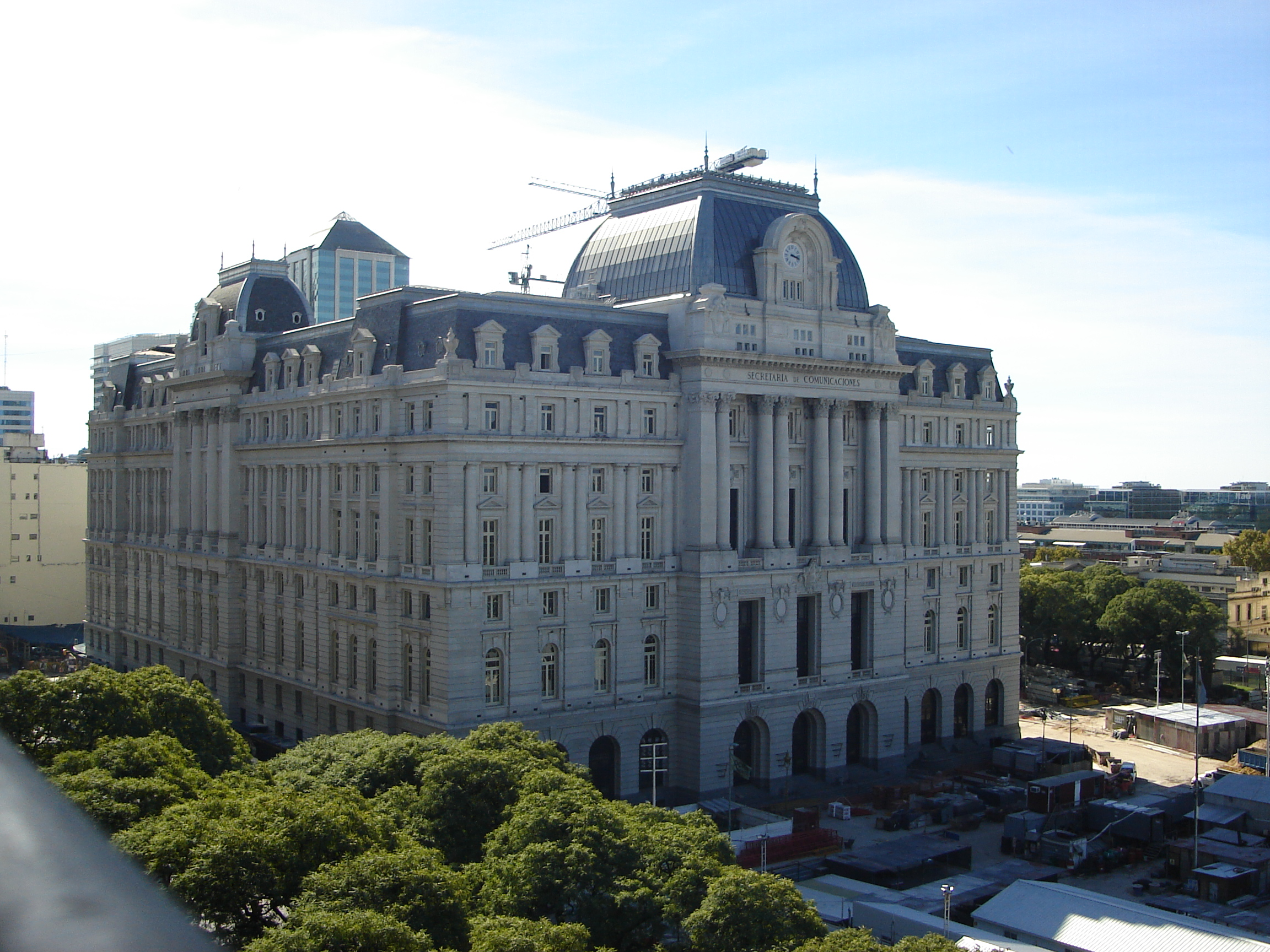
Palacio Libertad

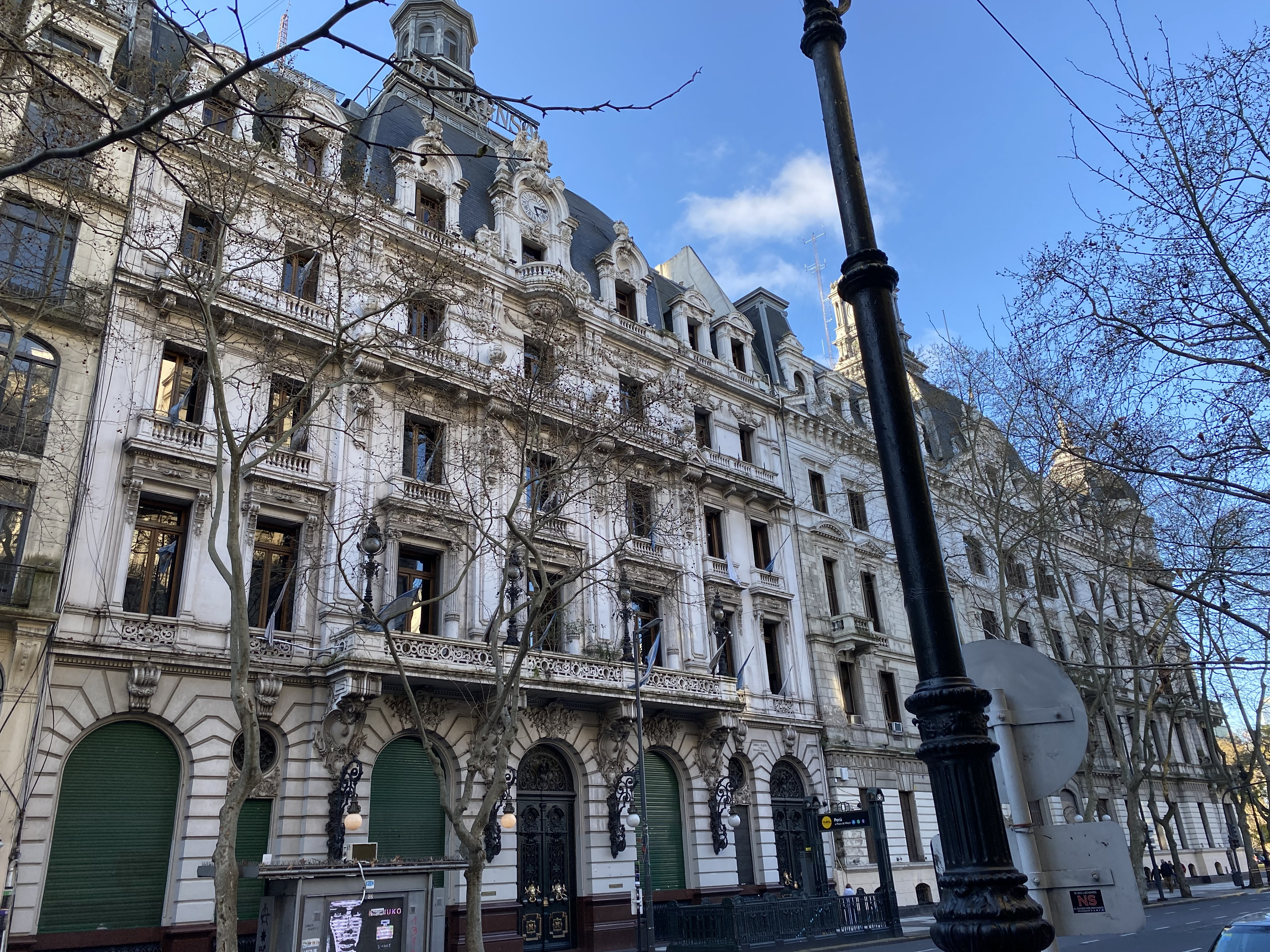
Casa de la Cultura en la Avenida de Mayo, Buenos Aires

A partir de 1880, cuando llega al poder la denominada Generación del 80, admiradora de Francia como modelo de república, gustos culturales y estéticos, la arquitectura academicista fue impuesta  [cita requerida] desde las clases altas de Buenos Aires que dirigían el país y se empapaban de la cultura parisina en sus vacaciones, Visión totalmente contrapuesta a la historia colonial española la cual quisieron despojar de todo recuerdo. [cita requerida]
Esta comienza reemplazando a la colonial rápidamente tanto en la arquitectura privada y comercial como en la oficial construida por el Estado.
En Argentina, el gusto por la arquitectura del Beaux-Arts se afirmó como en pocos lados contribuyendo a la idea que Buenos Aires se convirtió en la París de Sudamérica, y se encuentran ejemplos tardíos de edificios academicistas que llegan incluso hasta los años 1950. Recién en esta década, la arquitectura moderna logró imponerse definitivamente hasta la fecha.
Bien entrado el siglo XXI, el estilo francés sigue siendo el más buscado y pedido a la hora de construir grandes casas en los barrios privados de todo el país.

### Arquitectos argentinos del estilo Beaux-Arts
Muchos de los arquitectos que trabajaron en la Argentina fueron formados directamente en la École des Beaux-Arts parisina, y si bien varios de ellos eran franceses o suizos, se instalaron en Buenos Aires debido a su éxito.
- Alejandro Bustillo
- Julio Dormal
- Gainza y Agote
- Alejandro Christophersen
- Edouard Le Monnier
- León Dourge (luego impulsor del racionalismo)
- Paul Pater
- Jacques Dunant
- Norbert Maillart
- Carlos Thays
- Carlos Malbranche
- Ernst Paul Sanson

### Edificios argentinos del estilo Beaux-Arts
Aunque existe una lista muy extensa de edificios de esta corriente tanto en Buenos Aires como en el resto de la Argentina (ver la Categoría: Arquitectura academicista en Argentina), algunos de los mejores ejemplos en dicha categoría son los siguientes:
- c. 1880: Palacio Díaz Vélez, Buenos Aires
- 1888: Palacio Pizzurno, Buenos Aires
- 1888: Museo de La Plata, La Plata
- 1889: Pabellón Argentino, Buenos Aires (Demolido en 1932)
- 1890: Estación Mar del Plata Sud, Mar del Plata (Incendiado y después de su 'renovación' no es adornada)
- 1892: Palacio de Aguas Corrientes, Buenos Aires
- 1898: Palacio Duhau, Buenos Aires
- 1898: Edificio La Prensa, Buenos Aires
- 1904: Palacio Ortiz Basualdo (Plaza San Martín), Buenos Aires, ya demolido
- 1906: Palacio del Congreso Nacional, Buenos Aires
- 1908: Teatro Colón, Buenos Aires
- 1909: Palacio Anchorena, Buenos Aires
- 1909: Palacio Fernández Anchorena, Buenos Aires
- 1910: Colegio Nacional de Buenos Aires, Buenos Aires
- 1910: Club Mar del Plata, Mar del Plata (incendiado en 1961)
- 1910: Aduana de Buenos Aires, Buenos Aires
- 1911: Casa de Gobierno de Santa Fe, Santa Fe de la Vera Cruz
- 1911: Palacio Errázuriz, Buenos Aires
- 1912: Palacio Ortiz Basualdo, Buenos Aires, actual Embajada de Francia.
- 1912: Casa de Gobierno de Tucumán, San Miguel de Tucumán
- 1912: Residencia Dardanelli, Bella Vista, Buenos Aires.
- 1912: Palacio Ferreyra, Nueva Córdoba, Córdoba
- 1913 Museo de Bellas Artes de Salta, Salta
- 1913 Edificio del Centro Cultural América, Salta
- 1914: Palacio Paz, Buenos Aires
- 1914: Centro Naval, Buenos Aires
- 1914: Palacio Municipal de la Ciudad, Buenos Aires
- 1916: Bolsa de Comercio de Buenos Aires, Buenos Aires
- 1917: Palacio Bosch, Buenos Aires
- 1920: Palacio Álzaga Unzué, Buenos Aires
- 1921: Palacio de Gobierno de Jujuy,  Jujuy
- 1923: Palacio Haedo, Buenos Aires (Remodelado)
- 1924: Academia Nacional de Ciencias, Buenos Aires
- c.1925: Palacio Tezanos Pinto
- 1927: Edificio Bencich, Buenos Aires
- 1929: Palacio de Correos y Telecomunicaciones, Buenos Aires
- 1929: Edificio Estrugamou, Buenos Aires
- 1931: Palacio de la Legislatura, Buenos Aires
- 1932: Alvear Palace Hotel, Buenos Aires
- 1935: Basílica de San Nicolás de Bari, Buenos Aires
- 1936: Palacio Pereda, Buenos Aires
- 2006: Torre Grand Bourg, Buenos Aires
- 2010: Château Puerto Madero Residence, Buenos Aires

## Beaux-Arts en Chile

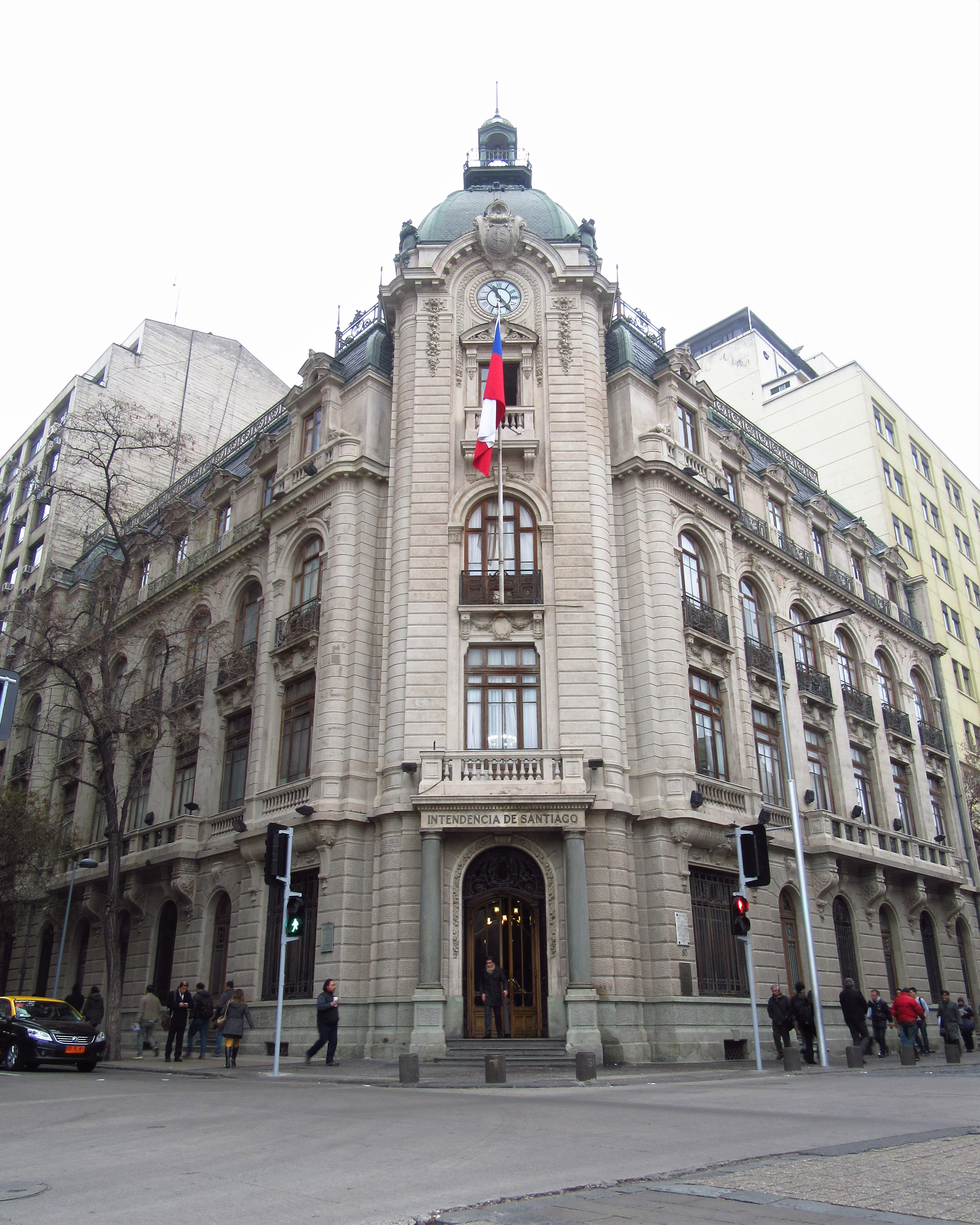
Intendencia de Santiago

La arquitectura francesa se puede apreciar en las hermosas casonas y palacios de los barrios República, Brasil, Dieciocho, y muchos barrios de las comunas de Providencia y Las Condes en Santiago, como también en muchos edificios de las ciudades de Valparaíso y Viña del Mar.

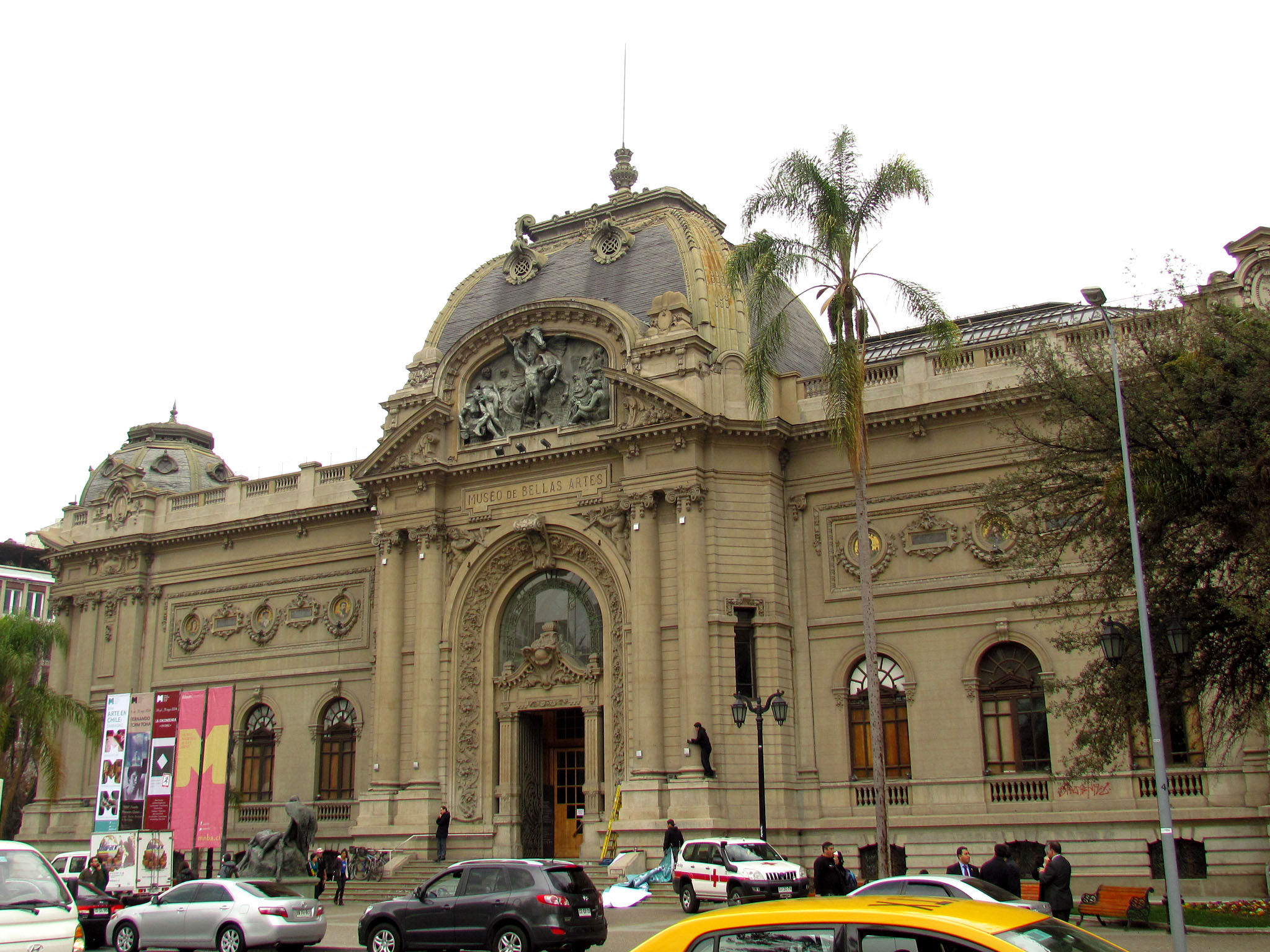
Museo de Bellas Artes

Muchos edificios fueron hechos a imagen y semejanza de edificios parisinos, como el Museo de Bellas Artes inspirado en el Petit Palais; la Intendencia de Santiago basada en un edificio contiguo a la Bolsa de París; o la Intendencia de Valparaiso, inspirada en el Ayuntamiento de París.
Los terremotos han afectado mucho en la arquitectura chilena. El terremoto de Valparaíso de 1906 destruyó una muchos edificios invaluables que habían sido construidos en la época de esplendor de la ciudad. El terremoto de Talca en 1928 destruyó gran parte de la zona centro-sur, al igual que los de Chillán en 1939, Valdivia de 1960, Algarrobo de 1985 y Cobquecura de 2010, además de muchos otros sismos menores. Por esto, se ha tenido que restaurar mucho patrimonio en la mayoría de ciudades de Chile.

### Arquitectos chilenos del estilo Beaux-Arts
Muchos de los arquitectos que trabajaron en Chile estudiaron en la École des Beaux-Arts parisina. Algunos de ellos eran extranjeros, franceses principalmente, pero se radicaron en Chile. Otros eran nacionales de origen criollo o francés.
- Emile Jéquier
- Alberto Cruz Montt
- Ricardo Larraín Bravo
- Eugène Joannon Crozier
- Emilio Doyère
- François Brunet de Baines
- Ramón Feherman
- Alberto Siegel
- Adolf y Gustave Bliederhauser

### Edificios chilenos del estilo Beaux-Arts
Aunque existe gran cantidad de edificios de corriente Beaux-Arts especialmente en Santiago y Valparaíso, los mejores ejemplos son los siguientes:
- c.1880s: Teatro Municipal (interior), Santiago
- 1886: Teatro Victoria (destruido por un terremoto en 1906), Valparaíso
- 1889: Pabellón Chileno, Santiago
- 1890: Invernadero de la Quinta Normal, Santiago
- 1891: Palacio Consistorial de Santiago (destruido parcialmente por un terremoto en 1985), Santiago
- 1897: Hotel Royal, Valparaíso
- 1899: Hotel Palace (demolido en 1985), Valparaíso
- 1900: Estación Central, Santiago
- 1901: Edificio El Mercurio, Valparaíso
- 1903: Compañía de Seguros La Italia, Valparaíso
- 1905: Palacio Sara Braun, Punta Arenas
- 1906: Palacio Irarrázabal, Santiago
- 1908: Correo Central, Santiago
- 1910: Ex-Intendencia de Valparaíso, Valparaíso
- c.1910: Edificio Parque Italia (General Cruz con Victoria), Valparaíso
- 1910: Palacio Astoreca, Santiago
- c.1910s: Hotel Ítalo-Suizo, Santiago
- 1910: Gath & Chaves (demolido en 1952), Santiago
- 1910: Museo de Bellas Artes, Santiago
- 1912: Estación Mapocho, Santiago
- 1912: Teatro Condell, Valparaíso
- 1913: Estación Providencia (demolida en 1941), Santiago
- 1914: Palacio Schneider (destruido por ataque incendiario en 2019), Santiago
- 1914: Palacio Consistorial de Concepción (demolido en 1968), Concepción
- 1914: Edificio Las Palmas, Santiago
- 1915: Ex-Bolsa de Valores de Valparaíso, Valparaíso
- 1915: Palacio Aldunate, Santiago
- 1916: Intendencia de Santiago, Santiago
- c.1918: Palacio Piwonka, Santiago
- c.1919: Palacio Herquíñigo, Santiago
- 1922: Teatro Imperio, Valparaíso, Santiago
- 1923: Compañía de Seguros La Mundial, Santiago
- 1925: Club de La Unión, Santiago
- 1925: Biblioteca Nacional, Santiago
- 1926: Banco de Chile, Santiago
- 1930: Palacio de los Tribunales de Justicia (interior), Santiago

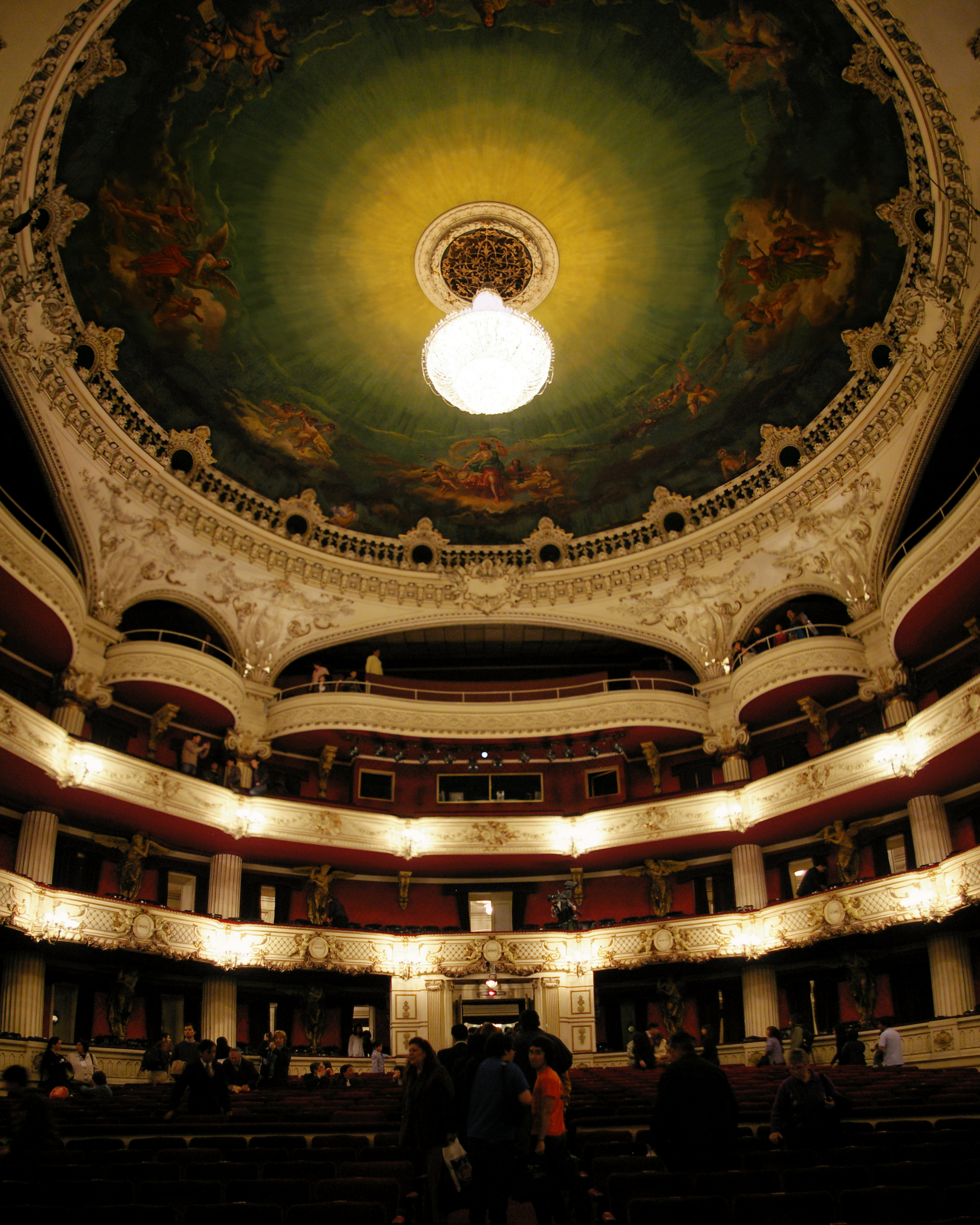
Interior del Teatro Municipal.

## Beaux-Arts en Canadá
El estilo Beaux-Arts se encuentra muy presente en los edificios públicos de Canadá de principios del siglo XX. Principalmente los edificios legislativos en las tres provincias de las praderas' están edificados en este estilo.

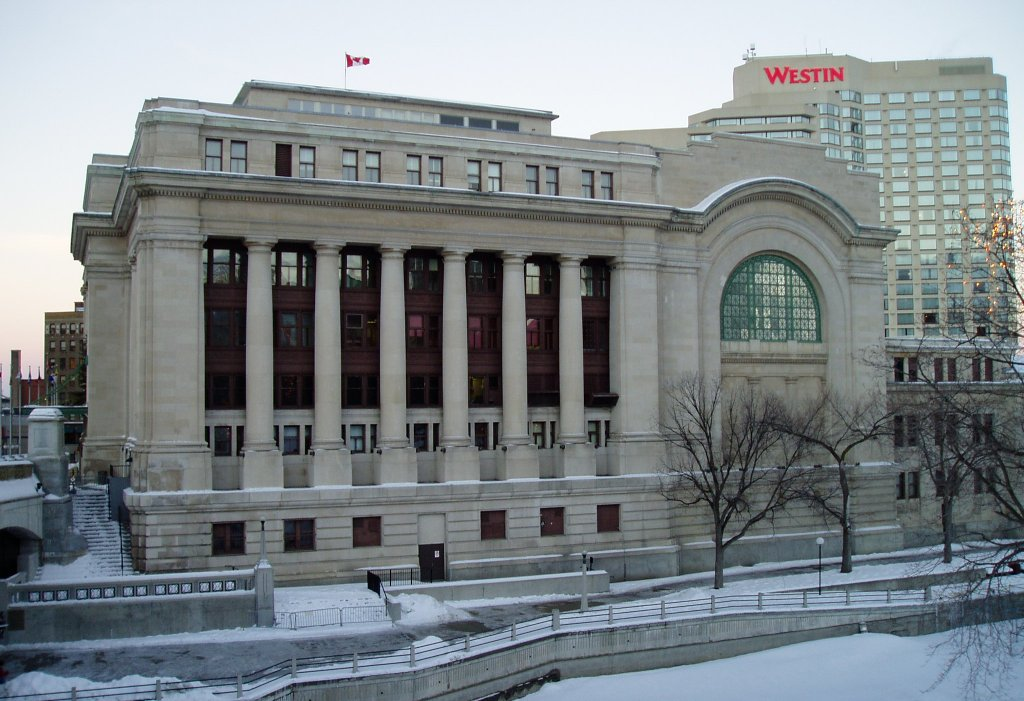
Government Conference Centre, Ottawa.

### Edificios Canadienses de estilo Beaux-Arts
- The NHL sponsored Hockey Hall of Fame (formerly a branch of the Bank of Montreal), Toronto (1885)
- Royal Alexandra Theatre, Toronto (1906)
- Government Conference Centre, Ottawa (originally a railway station by Ross and Macdonald, 1912)
- Saskatchewan Legislative Building, Regina (1912)
- Alberta Legislative Building, Edmonton (1913)
- Manitoba Legislative Building, Winnipeg, (1920)
- Commemorative Arch, Royal Military College of Canada, in Kingston, Ontario (1923)
- Bank of Nova Scotia, Ottawa (1923-24)
- Union Station, Toronto (1913-27)
- Canada Life Building, Toronto (1931)

### Arquitectos Canadienses del estilo Beaux-Arts
- William Sutherland Maxwell.
- John M. Lyle.
- Ross and Macdonald.

## Beaux-Arts en España
- Casa Cortés, (1918) La Coruña, Galicia, España.

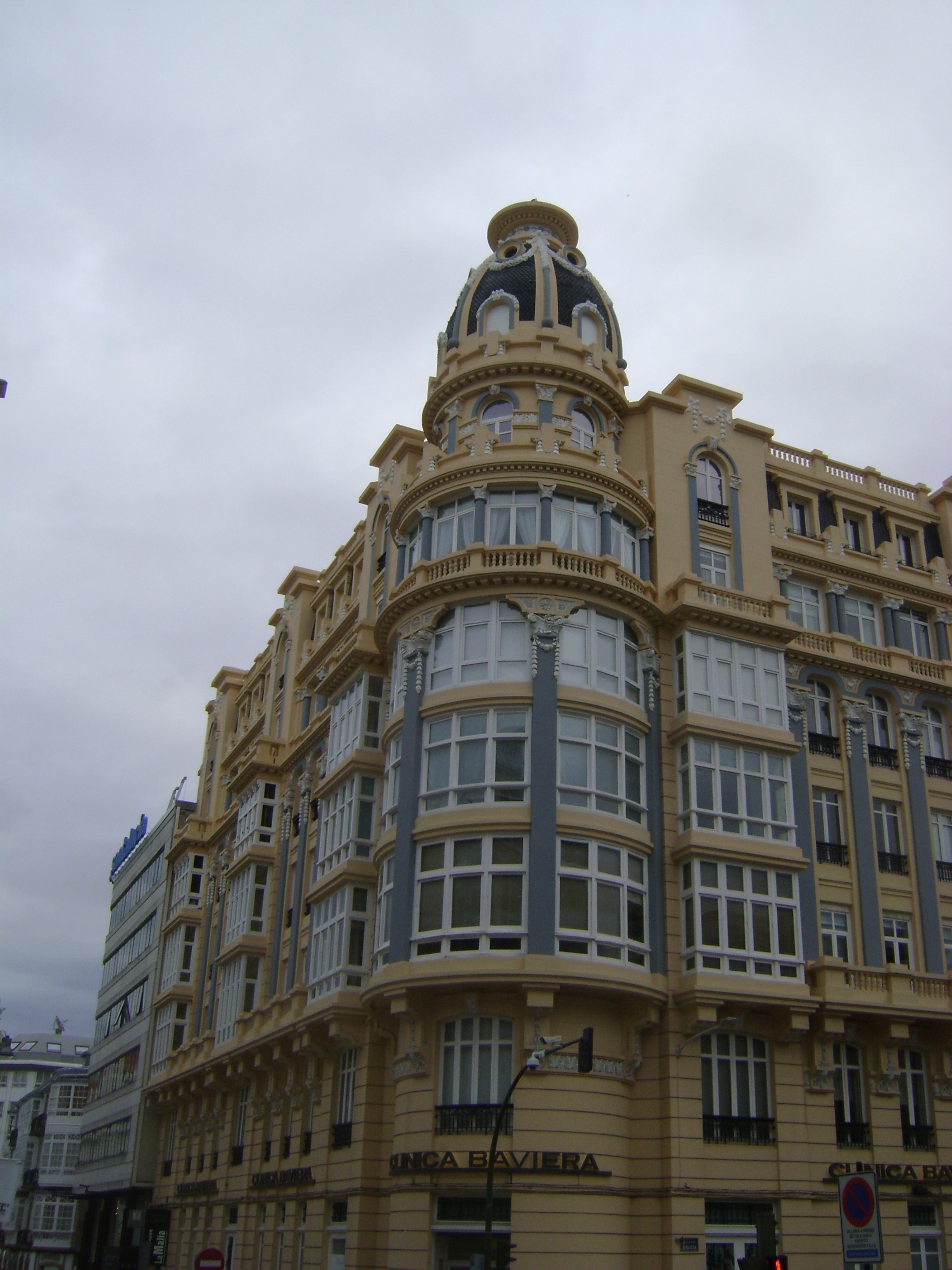
Casa Cortés, (1918) La Coruña, Galicia, España.